# Северен поток - 2
Северен поток – 2 (на английски: Nord Stream – 2) е строящ се магистрален газопровод, преминаващ по дъното на Балтийско море, транспортиращ газ от Русия до Германия (свързвайки руското пристанище Уст-Луга с германския Грайфсвалд). Газопроводът „Северен поток – 2“ е най-дългият подводен маршрут за експорт на газ в света – дълъг е 1234 km. Притежател и оператор на газопровода е компанията Nord Stream 2 AG. В проекта участват Русия, Германия, Дания, Финландия и Швеция. Дължината на тръбопровода в руския участък е 118 км, финландския – 374 км, шведския – 510 км, датския – 147 км и немския участък 85 км.
По пропускателна способност е аналогичен на Северен поток и е проектиран да пренася 55 млрд. m³ газ годишно по двете си успоредни тръби. Ресурсна база за тръбата е полуостров Ямал с обща сборна оценка от 16 трлн м³ природен газ, а прогнозната оценка е 22 трлн м³.
Газпром финансира изцяло газотранспортния коридор от Ямал до Балтийско море оценено на над 31 милиарда долара. Останалите участници в проекта финансират само подводната част на газопровода.
Най-голям противник на проекта е Полша по икономически съображения. По тази причина тя спира изграждането на транснационалния магистрален газопровод Ямал - Европа 2.
Основни поддръжници на проекта са Германия, Франция и Австрия. Други страни привърженици са Нидерландия, Великобритания, Чехия, Финландия, Швейцария, Малта, Норвегия и Словакия.
Немското списание Spiegel признава, че газът, който Русия доставя на Германия е по-екологичен в сравнение с природния газ доставян от САЩ. За да се използват американски танкери в пристанищата на Северното море трябва да се разшири Елба. Терминалите в Германия се строят в опасна близост до химически завод, което потенциално може да доведе до техногенна катастрофа. Добивът на шистов газ в САЩ нанася големи вреди на природната среда. Авторите на статията в Spiegel уверяват, че метанът при всички случаи представлява опасност за екологията и към 2050 г. ЕС ще бъде принуден да се откаже от изкопаеми горива.
Германия на практика става регулатор на цените на газа в Европа. 

## История на проекта
През 2011 г. Nord Stream AG започна оценка на проект за разширяване на газопровода Северен поток чрез две допълнителни линии (по-късно наречен „Северен поток – 2“) за увеличаване на годишния капацитет до 110 млрд. м3. През август 2012 г. Nord Stream AG подава молба до правителствата на Финландия и Естония за проучване на маршрути в техните морски акватории за трета и четвърта тръба. Смятало се, че допълнителните тръбопроводи ще бъдат насочени към Обединеното кралство, но този план е изоставен.
През януари 2015 г. е обявено, че проектът за разширяване на газопровода е спрян, тъй като съществуващите линии работят само с половин капацитет поради ограниченията наложени от ЕС на Газпром.
През юни 2015 г. е подписано споразумение за изграждане на Северен поток – 2 между Газпром, Royal Dutch Shell, E.ON, OMV и Engie. Тъй като създаването на съвместно предприятие е блокирано от Полша, на 24 април 2017 г. Uniper, Wintershall, Engie, OMV и Royal Dutch Shell подписват споразумение за финансиране с Nord Stream 2 AG, дъщерно дружество на Gazprom, отговорно за развитието на проекта.
На 31 януари 2018 г. Германия издава разрешение за строителство и експлоатация в германски води на „Северен поток – 2“, както и в зони на сушата край Любмин. През май 2018 г. строителството започва в крайната точка на Грайфсвалд.
През януари 2019 г. американският посланик в Германия Ричард Гренел изпраща писма до компаниите, участващи в изграждането на „Северен поток – 2“, в които ги призова да спрат да работят по проекта и ги заплашва с възможност за санкции. През декември 2019 г. републиканските сенатори Тед Круз и Рон Джонсън също призовават собственика на Allseas Едуард Херема да спре работата по газопровода, като го предупреждават, че в противен случай САЩ ще му наложат санкции.
На 21 декември 2019 г. Allseas обявява, че компанията е прекратила дейностите си по тръбопроводи „Северен поток – 2“, очаквайки влизането в сила на САЩ на Закон за разрешение за национална отбрана за фискална 2020 г., съдържащ санкции. През декември 2020 г. руският кораб Академик Черски продължава да полага тръби по трасето на проекта. На 4 юни 2021 г. президентът Путин обявява, че първата линия на проекта „Северен поток – 2“ е напълно завършена.
През май 2020 г. германският енергиен регулатор отказа изключение от правилата за конкуренция, които изискват „Северен поток – 2“ да отдели собствеността на газопровода от преноса. През август 2020 г. Полша глобява „Газпром“ с 50 милиона евро поради липсата на сътрудничество с последващо разследване, започнато от UOKiK полския антимонополен надзорен орган, съгласно правилата за конкуренция срещу „Газпром“ и компании, които финансират проекта, подозирайки, че те продължават да работа по тръбопровода без разрешение от правителството на Полша.
През юни 2021 г. приключва полагането на двете тръби на „Северен поток – 2“.

## Политически аспекти
Противниците на проекта възприемат тръбопровода като ход на Русия за заобикаляне на традиционните транзитни страни (в момента Украйна, Словакия, Чехия, Беларус и Полша). Някои транзитни държави са загрижени, че дългосрочният план на Кремъл е да се опита да упражни политическо влияние върху тях, като заплашва доставките им на газ, без да засяга доставките за Западна Европа. Страховете се засилват от факта, че Русия отказа да ратифицира Договора за Енергийна харта. Критиците на „Северен поток – 2“ казват, че Европа може да стане опасно зависима от руския природен газ, особено след като Русия може да се сблъска с проблеми, свързани с нарастването на вътрешното, както и на чуждестранното търсене. След няколко спора между Русия и Украйна за газта относно цените на газа, както и външната политика към Източна Европа, беше отбелязано, че доставките на газ от Русия могат да се използват като политически инструмент.
Изследване на Шведската агенция за отбранителни изследвания, завършено през март 2007 г., отчита над 55 инцидента от 1991 г. насам, повечето с „политическа и икономическа основа“. През април 2006 г. Радослав Сикорски, тогавашен министър на отбраната на Полша, сравнява проекта със скандалния нацистко-съветски пакт Молотов – Рибентроп от 1939 г. В книгата си „Новата студена война: Русия на Путин и заплахата на Запад“, публикувана през 2008 г., Едуард Лукас заявява, че „въпреки че поддръжниците на„ Северен поток “настояват, че проектът е чист и опростен, в това може да се повярва, ако е по-прозрачен." В доклад, публикуван от Института Fridtjof Nansen през 2008 г., норвежкият изследовател Bendik Solum Whist отбелязва, че Nord Stream AG е регистриран в Швейцария, „чиито строги закони за банкова тайна правят проекта по-малко прозрачен, отколкото би имал ако е базирана в рамките на ЕС“. На второ място, руският енергиен сектор „като цяло няма прозрачност“, а Газпром „не прави изключение“.
Руският отговор на това е, че тръбопроводът увеличава енергийната сигурност на Европа и че критиката е причинена от огорчение от загубата на значителни приходи от транзит, както и от загубата на политическо влияние, което произтича от способността на транзитните страни да задържат доставки на руски газ за Западна Европа, заложник на техните местни политически програми. Това ще намали зависимостта на Русия от транзитните страни, тъй като за първи път ще свърже Русия директно със Западна Европа. Според Газпром пряката връзка с Германия би намалила рисковете в зоните за транзит на газ, включително политическия риск от спиране на износа на руски газ за Западна Европа.
Антитръстовото разследване срещу „Газпром“, започнато през 2011 г., разкрва редица „злоупотреби“, които компанията прилага срещу различни получатели в ЕС, а „Северен поток – 2““ е критикуван от този ъгъл като още повече укрепване на позициите на Газпром в ЕС. Служители на Европейската комисия изразиха становище, че „Северен поток – 2“ не подобрява енергийната сигурност на ЕС“.
Отчетът за инвестиции на Сбербанк през 2018 г. изразява същите опасения от гледна точка на руската заинтересована страна, по-конкретно, че целта на проекта е изключително свързана с политиката и корупцията:
Решенията на Газпром са напълно логични, ако се предполага, че компанията се управлява в полза на своите изпълнители, а не с търговска печалба. „Силата на Сибир“, „Северен поток – 2“ и „Турски поток“ са дълбоко разрушителни проекти, които ще изядат почти половината от инвестициите на „Газпром“ през следващите пет години. Те обикновено се възприемат като наложени на компанията от правителството, преследвайки геополитически дневен ред. По-важна характеристика, която те споделят обаче, е способността да се наеме тясно свързана група доставчици в Русия, с малко външен надзор.
Среденият годишен добив на Газпром е около 500 милиарда кубически метра газ, което е около 13% от световния добив на природен газ. Общите запаси на природен газ в Русия за момента се оценяват на 38 трлн. куб. метра.